# 松本利松
松本 利松（まつもと としまつ、1926年 - ）は、日本の物理学者。テキサス大学名誉教授。専門は地球物理学、地震学。テキサス州オースティン栄誉市民。グレーター・ヒューストン日本人会初代会長。栃木県出身。

## 経歴
- 1926年 - 松本達郎、キセの長男として 栃木県栃木市に生まれる。その後県立栃木第一中学を経て旧制静岡高校卒。
- 1949年 - 東京大学理学部地球物理学科卒。
- 1951年 - 東京大学理学部大学院終了 理学博士。東京大学地震研究所 助手。
- 1954年 - 瀬戸 時友、常子の長女 登貴子と結婚。長男 裕(現 NY大学 医学部 教授)。長女 江里子(現 サンタモニカ市検事)
- 1956年 - 第一次南極観測隊員に選ばれる。
- 1960年 - 米国コロンビア大学に客員研究員として招聘される。
- 1962年 - コロンビア大学上級研究員に任命される。永住ビザ取得。
- 1964年 - GS16 (准将) の位に任命される。
- 1968年 - 米国航空宇宙局(NASA)によるアポロ計画 の一員として月震計の研究に参加
- 1972年 - 米国市民権を取得。テキサス大学助教授
- 1974年 - テキサス大学教授
- 1978年 - 1977年に予知し学会誌に発表したメキシコのオアハカ地震が予知と同じ大きさ、同じ地区で発生 最初の地震予知成功例となる。
- 1987年 - オースティン日米協会を設立、会長となる。オースティン日本語補習校を設立、校長職を務める。オースティン市に公文をアメリカの子供のために設立。ヒューストン日本総領事館より文部省フェローシップ選考委員に任命され現在に至る。日本の大分市とオースティン市の姉妹都市提携を推進、調印に至る。
- 1989年 - オースティン市姉妹都市委員長となる。
- 1990年 - ヒューストン日本総領事館よりジェット プログラム選考査委員長を命じられ現在に至る。
- 1991年 - 日米の文化交流への寄与に対して外務大臣賞を授与される。テキサス大学を任意退職。オースティン市名誉市民に選ばれる。ヒューストンにおいて JAPAN TOURS & TRAVEL, INC. のVICE PRESIDENTとして活動を始める。
- 1996年 - 瑞宝章勲四等を授与される。
- 2003年 - グレーター・ヒューストン日本人会を設立、会長に選ばれる。

## 所属
- JAPAN TOURS & TRALVEL, INC.
- グレーター・ヒューストン日本人会